# بستية
بستية أو فييستي (بالإيطالية: Vieste)‏ هي بلدية في مقاطعة فودجا في إقليم بولية الإيطالي.
ذكرها الادريسي: «وأيضا فإن من ماتناطة إلى مرسى شنت فليجي اثنا عشر ميلا وهي قرية وكنيسة عظيمة ومنها إلى بستية في قعر الجون في قرطيل يدخل في البحر اثنا عشر ميلا وبين البلد ورأس القرطيل مقدار رمية قوس الرجل وعرض القرطيل في الرأس قدر نصف ميل وعرض وسط القرطيل أربعة أميال.»

## السكان
في سنة 1861 بلغ عدد السكان 5٬638 نسمة، وتطور العدد ليصل في سنة 2011 لـ 13٬271 نسمة.
يظهر هذا المخطط البياني تطور النمو السكاني لـ بستية

## أعلام
- أرغيروس